# إيما تيت
إيما تيت (بالإنجليزية: Emma Tate)‏ هي ممثلة بريطانية، ولدت في 30 أكتوبر 1971.

## أعمال

### أفلام
- (2015) شون ذا شيب[1][2]

## وصلات خارجية
- إيما تيت على موقع IMDb (الإنجليزية)
- إيما تيت على موقع ألو سيني (الفرنسية)
- إيما تيت على موقع أول موفي (الإنجليزية)
- إيما تيت على موقع قاعدة بيانات الأفلام السويدية (السويدية)
- إيما تيت على موقع قاعدة بيانات الفيلم (الإنجليزية)
- إيما تيت على موقع كينوبويسك (الروسية)